# Walton Hall Park
Walton Hall Park är en park i Storbritannien.   Den ligger i Liverpool i  riksdelen England, i den centrala delen av landet, 290 km nordväst om huvudstaden London. Walton Hall Park ligger 32 meter över havet.
Terrängen runt Walton Hall Park är platt.  Närmaste större samhälle är Liverpool, 4,5 km söder om Walton Hall Park. 